# 尹綸 (嘉靖進士)
尹綸（1500年—1562年），字汝漁，號渭濱，山東濟南府齊河縣民籍德州人，明朝政治人物。

## 生平
嘉靖十年（1531年）辛卯科山東鄉試第二十一名。嘉靖十七年（1538年），登戊戌科第三甲第二百一十二名進士。善騎射。初授行人，历官户部貴州司主事，督饷通州，二十一年山西代州管粮，轉员外郎，遷河南司郎中，升为山西按察司佥事，分道冀北。二十八年（1549年）三月以大同御虏功，升一级，为本省布政司右参议，分守口北道，二十九年九月升山西副使，驻井陉，整饬兵备。三十二年考察去職。四十二年卒，年六十四。

## 家族
曾祖尹進；祖父尹欽；父尹天章，巡檢。母王氏。严侍下。兄溏、潮、涇。長子尹秉衡，保定总兵；次子秉耒、秉直、秉公。